# طبق الكوكو
طبق الكو- كو يشكل (كما هو معروف في جزر Windward) أو فنجي (كما هو معروف في جزر Leeward ودومينيكا في حال يتم طهي الكو- كو بدون بامية) جزءًا من الأطباق الوطنية في أنتيغوا وبربودا وبربادوس وجزر فيرجن البريطانية و جزر فيرجن الأمريكية.
يتكون الطبق بشكل أساسي من دقيق الذرة والبامية، كما يمكن أيضًا استخدام الخبز بدلاً من دقيق الذرة.
نتيجة لتوفر المكونات (دقيق الذرة ، الذي يأتي معبأ ومتوفر في محلات السوبر ماركت في جميع أنحاء الجزيرة والبامية التي يمكن العثور عليها في محلات السوبر ماركت وأسواق الخضار والحدائق المنزلية)، ونظرا لأنها مكونات غير مكلفة، فقد أصبح الطبق شائعًا للعديد من السكان.
في غانا، تُعرف وجبة مماثلة من الذرة المخمرة أو دقيق الذرة التي تؤكل مع يخنة البامية والأسماك باسم بانكو، وهو الطبق المفضل لقبيلة جا في العاصمة أكرا.
من أواني طهي الكو- كو أداة تسمى "عصا الكو- كو" أو "عصا الفنجي", وهي عصا مصنوعة من الخشب ولها شكل مستطيل طويل ومسطح مثل مضرب الكريكيت الصغير بطول 1 قدم (30 سم). يعتقد البرباديون أنه ضروري في تقليب مكونات الكو- كو، مما يعطي المكونات قوامًا صلبًا.
تقدم الأسماك الطائرة المقلية أو المطبوخة على البخار بجانب طبق الكو- كو وهي تعتبر طبقا وطنيًا لبربادوس، حيث يتم تقديم الكوكو في أيام الجمعة.
في ترينيداد وتوباغو، غالبًا ما يتم تحضير الكو-كو جنبًا إلى جنب مع الكالالو والأسماك المطبوخة أو المقلية.